# Samar Badawi
Pour les articles homonymes, voir Badawi.
Samar Badawi est une militante saoudienne. Elle agit pour les droits des femmes et dénonce le système de tutelle qui leur est imposé dans son pays. Elle est emprisonnée pour son action.

## Biographie
Elle dénonce, en 2010, son père de l'avoir empêché de se marier avec l'homme de son choix. Pour sa désobéissance, elle est incarcérée mais sa tutelle est transférée à l'un de ses oncles. L'organisation saoudienne, Human Rights First Society (en) qualifie l'enfermement de Samar Badawi de « détention illégale scandaleuse ».
En 2012, elle est lauréate du prix international de la femme de courage pour sa lutte pour les droits des femmes dans son pays.